# Magellanov preliv
Magellanov preliv ali Magellanova ožina (špansko Estrecho de Magallanes) je plovna pot na skrajnem jugu celinske Južne Amerike. Ta morski preliv predstavlja najpomembnejši naravni prehod med Atlantikom in Tihim oceanom, vendar velja za navigacijsko zahtevno pot zaradi neprijaznega podnebja in ožine preliva.
Ožino je 21. oktobra 1520 med svojo plovbo okoli sveta odkril Ferdinand Magellan. Ker je njegovo ladjevje vplulo v ožino 1. novembra, so jo sprva poimenovali Ožina Vseh svetih (portugalsko Estreito de Todos los Santos ).
Na desni nenavadno jasni sliki v pravih barvah, ki jo je zajel Nasin satelitski inštrument MODIS, je viden celoten preliv. Vzhodno ustje je širok zaliv na meji med Čilom (na obali preliva) in Argentino (severno in jugovzhodno). Na zahodu so številne vhodne točke iz Tihega oceana; tu najvidnejša je približno 200 km dolga ožina iz arhipelaga kraljice Adelaide (v sredini, levo) do večine preliva (v spodnji sredini). Otoki in gore so pokriti s snegom, medtem ko nižje ležeča pokrajina na severu in vzhodu ostaja kopna. To sliko je posnel satelit Aqua 27. avgusta 2003.
Magellanov preliv je bil, vse do odprtja panamskega prekopa leta 1914, pogosto edina varna pot prehoda iz Atlantskega v Tihi ocean. Ladje so se na ta način izognile nevarnemu Drakovemu prelivu, relativno ozki ožini med rtom Horn (skrajno južno konico Južne Amerike) in Antarktiko, kjer so bile vode znane kot vrtinčaste, nenapovedljive in posejane z ledenimi gorami in morskim ledom. V Magellanovem prelivu je bilo morje, zaščiteno z Ognjeno zemljo na jugu in preostankom Južne Amerike, mirno in plovba varna. Do odprtja Panamskega prekopa je bil preliv druga najbolj uporabljana pot med oceanoma (plovba skozi Drakov preliv je bila kljub vsemu pogostejša).
To pot so prečkali zgodnji raziskovalci, med drugimi že omenjeni Magellan, Francis Drake in Charles Darwin, pa tudi iskalci zlata med kalifornijsko zlato mrzlico leta 1849.
Pedro Sarmiento de Gamboa je bil prvi, ki je preliv obplul od zahoda proti vzhodu in pri tem zarisal prve natančnejše zemljevide. Da bi preprečil plovbo angleškim piratom, je leta 1584 obalo utrdil z dvema oporiščema. Večina posadk je zaradi neprijaznih razmer kmalu umrla od mraza ali lakote, zato je Thomas Cavendish leta 1587 eno teh oporišč, v katerem je našel le še trupla, preimenoval v »pristanišče lakote« oz. Puerto Hambre. Čile si je 21. septembra 1843, ko je odprava pod poveljstvom Juana Williamsa pričela graditi utrdbo Fuerte Bulnes, prilastil vso ožino in ta ostaja pod njegovo suverenostjo še danes. Na obali preliva ležita mesto Punta Arenas in vas Porvenir.

## Značilnosti
Preliv je približno 570 km (310 nmi) dolg in okoli 2 km (1,1 nmi) širok na svojem najožjem delu (Otok Karla III., zahodno od rta Froward) . Severozahodni del ožine je povezan z drugimi zaščitenimi vodami preko Smythovega kanala. To območje je podobno Notranjemu prehodu na Aljaski. Južno od rta Froward, glavna pomorska pot sledi Magdaleninem kanalu.
Vzhodna odprtina je širok zaliv na meji med Čilom in Argentino med Punta Dungeness na celini in rtom Espíritu Santo (rt Svetega Duha) na Tierra del Fuego, meja, kot je opredeljena v pogodbi o miru in prijateljstvu iz leta 1984 med Čilom in Argentino. Takoj na zahodu sta Primera Angostura in Segunda Angostura, zožena oblika dveh končnih moren različnih starosti.  Primera Angostura je najbližji pristop Isla Grande Tierra del Fuego na celino Južne Amerike. Bolj zahodno leži otok Magdalena, del naravnega spomenika Los Pingüinos. Južna meja ožine na vzhodni obali sledi obalnemu pasu Isla Grande de Tierra del Fuego, potem severnemu koncu kanala Whiteside in obali otoka Dawson.
Zahodni del preliva vodi severozahodno od severnega konca Magdaleninega kanala do prehoda v Tihi ocean. Ta del je na jugu bok otoka Capitán Aracena, Clarencovega otoka, otoka Santa Inés, otoka Desolation (rt Pilar) in drugih manjših otokov in na severu polotoka Brunswick, otoka Riesco, polotoka Muñoz Gamero, otoka Manuel Rodriguez in drugih manjših otokov kraljice Adelaide. Dva ozka kanala povezujeta ožino z notranjima zalivoma Seno Otway in Seno Skyring. Širši Smythov kanal vodi severno od ožine med polotoka Muñoz Gamero in otokom Manuel Rodriguez. Na tem območju je obalno in morsko zaščiteno območje Francisco Coloane, zatočišče za kite grbavce (Megaptera novaeangliae). Ta del preliva leži na podolgovatem Magellan-Fagnano prelomu, ki označuje mejo med Južnoameriško ploščo in Škotsko ploščo. Ta prelom se nadaljuje proti jugu pod Almirantazgo fjordom in nato pod jezerom Fagnano . Mogoče bo nova turistična industrija na vzhodnem delu ožine uredila opazovalnico za ogled južnomorskega kita, saj se je število opazovanj na tem območju v zadnjih letih povečalo. 

## Toponim območja
Krajevna imena območja izhajajo iz različnih izvorov, mnoga iz španščine in angleščine ter iz vsaj enega avtohtonega jezika, to je prilagoditev na špansko jezikovno fonologijo in črkovanje , kot je Timaukel (zaselek na vzhodni strani Tierra del Fuego), Carukinka (konec Almirantazgo fjorda), Anika (kanal, ki je na 54 ° 7 'S in 70 ° 30' Z) in Arska (severna stran otoka Dawson).
Magellan je najprej imenoval preliv Todos los Santos , ko je začel potovanje proti zahodu 1. novembra 1520. Karel V., sveti rimski cesar, ga je preimenoval v Estrecho de Magallanes (Magellanova ožina). Magellan je poimenoval otok na južni strani Tierra del Fuego, ki ga je ljudstvo Yaghan imenovalo Onaisín. Magellan je dal ime Patagones (Velika noga) Indijancem na kopnem, njihova dežela je bila potem znana kot Patagonia.
Bahía Cordes se imenuje po nizozemskem piratu Baltazarju de Cordesu. 

## Svetilniki v prelivu
National Geospatial-Intelligence Agency navaja 41 svetilnikov na plovni poti. Nekateri od njih so stari več kot sto let, nekateri so razglašeni za narodni spomenik. Najbolj impresivni svetilniki so: lupina ladje County of Peebles, prvi štirijambornik na svetu, z okovanim trupom, ki se zdaj uporablja za valobran v pristanišču Punta Arenas, svetilnik San Isidro, obnovljen leta 2004 in ki je zdaj muzej in lodž in svetilnik Evangelistas na zahodnem ustju preliva in ga je zgradil George Slight in kot je zapisal ob prihodu leta 1934:
»Nikoli si nisem predstavljal, da bom videl nekaj tako divjega in pustega kot tiste temne skale, ki so na sredini divjih valov. Videti te nevihtne skale je bilo zastrašujoče. S temno svetlobo na obzorju smo lahko videli velike valove, ki so se močno odbijali v zahodni del otokov: vizijo, ki si jo komaj kdo more predstavljati ...« 

## Plimske značilnosti
Na atlantski strani je za ožino značilna poldnevna visoka plima s srednjimi in izvirajočimi grebeni plitvin, visokimi 7,1 in 9,0 m. Na pacifiški strani so plimovanja mešana, večinoma poldnevna, s povprečnimi in izvirajočimi grebeni 1,1 oziroma 1,2 m. 
V prelivu je ogromen energetski potencial plimovanja. 

## Okolje
Okoli preliva so zaščiteni sistemi (S.P. = Sistema Protegido - zaščiteni sistem in B.N.P = Bienes Nacionales Protegidos - nacionalno zaščiteno blago), ki so navedeni spodaj :
- S.P. Cabo Posesión
- S.P. Cabo Espíritu Santo (rt Svetega Duha - geografska značilnost, ki omejuje mejo med Argentino in Čilom, atlantskim in pacifiškim oceanom; leži v severnem delu otoka Isla Grande de Tierra del Fuego
- S.P. San Gregorio
- S.P. Estepa Húmeda Kampenaiken Tres Chorrillos (vlažna stepa Kampenaiken Tres)
- S.P. San Juan
- S.P. Reservas Biológicas de Río Cóndor (biološki rezervat Río Cóndor)
- S.P. Timaukel
- S.P. Isla Dawson (Dawsonov otok - poznan po zloglasnem Pinochetovem zaporu za njegove nasprotnike in vse osobe nezaželene za režin)
- S.P. Cabo Froward (rt Froward - je najjužnejša točka kontinentalne mase Amerike, ki je neposredno povezana s preostalo celino, ne da bi prečkala morje)
- S.P. Península Muñoz Gamero (polotok Muñoz Gamero)
- B.N.P. Isla Carlos III (otok Karla III.)
- B.N.P. Islote Rupert (Rupertov otoček)

## Promet
Ker preliv zagotavlja dobro zaščiteno vodno pot za varno plovbo, zaščiteno pred slabim vremenom in odprtim morjem, ladje plujejo skozi preliv
- od Tihega oceana do Atlantika in nazaj,
- od oceanov do preliva Beagle po Magdaleninem kanalu, Cockburnovem kanalu, Paso Brecknock ali kanalih Ocasión, Ballenero, O'Brien, Paso Timbales, severozahodnem kraku Beagleovega preliva in prelivu Beagle ter nazaj,
- prečkajo preliv od severa proti jugu in nazaj. To velja za ves promet med čilsko in argentinsko celino ter mesti na Tierra del Fuego: Porvenir, Cerro Sombrero, Timaukel, Ushuaia in Rio Grande.

571 čilskih ladij in 1681 drugih ladij je na primer plulo skozi preliv leta 2008 . Pilotiranje je obvezno za plovbo v prelivu.

## Status plovbe
Člen 35 Konvencije Združenih narodov o pomorskem pravu določa, da »nobena določba v tem delu ne vpliva na: ... (c) pravni režim v prelivih, v katerih je prehod v celoti ali delno urejen z dolgoletnimi mednarodnimi konvencijami v sili, ki se posebej nanaša na take prelive«. V skladu s členom V. sporazuma o mejah iz leta 1881 med Čilom in Argentino je bil vzpostavljen pravni režim za Magellanov preliv, v Čilu pa je bil leta 1873 v diplomatskem pismu velikim ladjarskim družbam obljubljena svoboda plovbe in nevtralnost znotraj obale.
- Replika Nao Victoria Hernanda de Magallanesa v mestu Punta Arenas
- Maldivska kratkogobčna pliskavka
- Letalonosilka USS Ronald Reagan (CVN 76) razreda Nimitz križari po Magellanovem prelivu na poti do Tihega oceana
- Trajekt, ki povezuje Tierra del Fuego z Južno Ameriko